# Heterops hispaniolae
Heterops hispaniolae là một loài bọ cánh cứng trong họ Cerambycidae.